# کیبورد الکترونیک

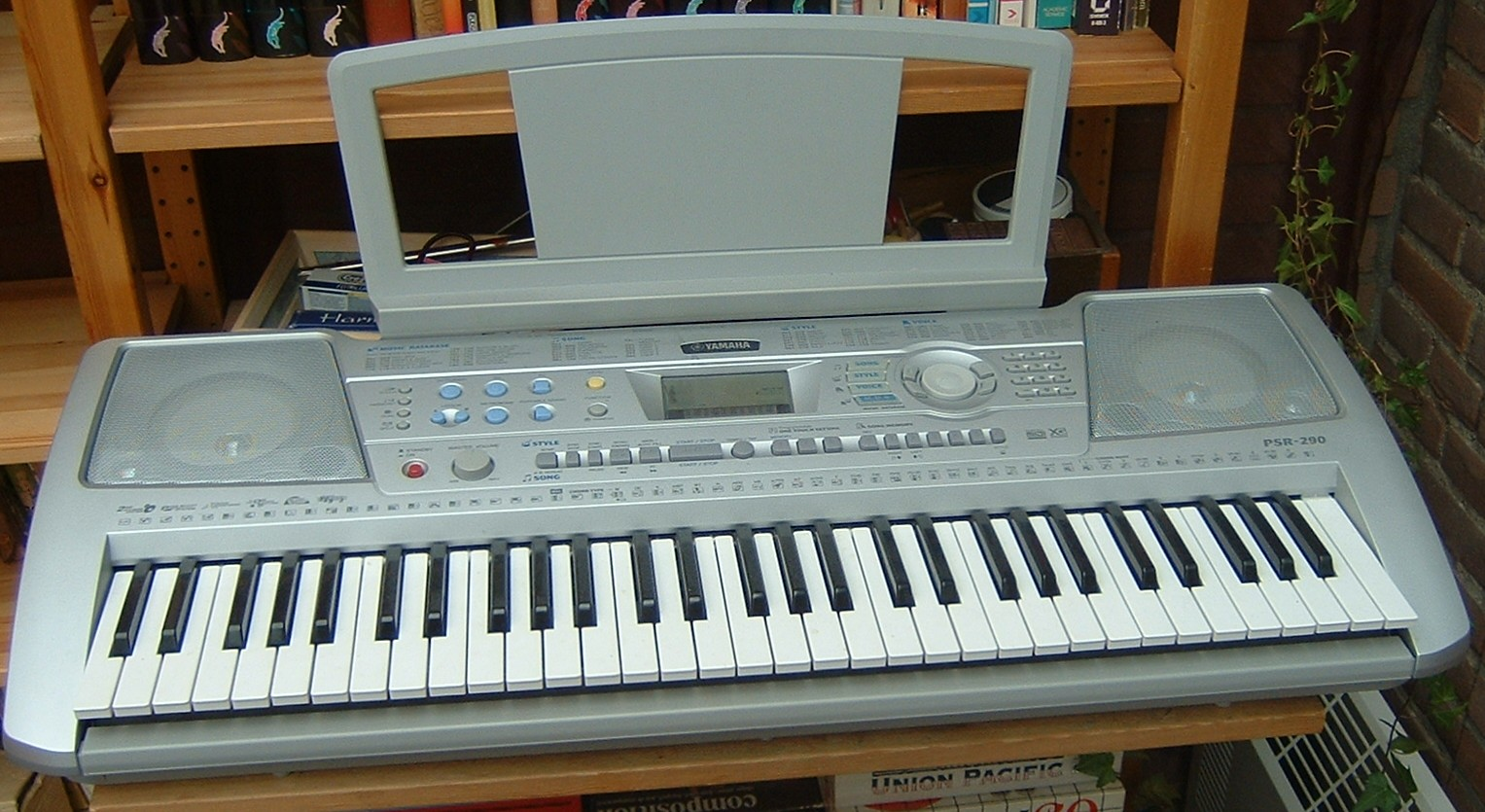
کیبورد الکتریک یاماها پی‌اس‌آر-۲۹۰

کیبورد یا کیبورد الکترونیک (به انگلیسی: electronic keyboard) نام سازی است که برای نواختن نت‌های مختلف موسیقی دارای چندین کلید، دکمه یا اهرم است و برای تولید صدا از ویژگی‌های الکترونیک استفاده می‌کند. نوع حرفه‌ایِ این ساز امکانات زیادی به‌همراه دارد که از جملهٔ آن‌ها می‌توان به پیانو الکتریک، ارگ الکتریک، سینث‌سایزر و ملودی‌های ضبط شده اشاره کرد.